# Fort Detroit

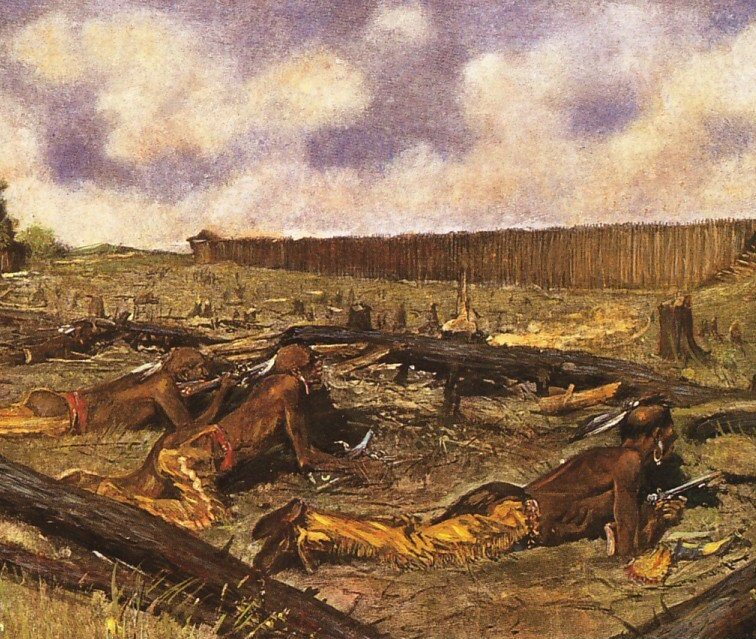
De konfedererade indianerna under Pontiac belägrar Fort Detroit 1763. Målning av Frederic Remington.

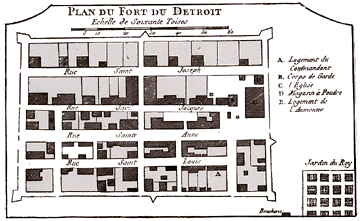
Plan över Fort Detroit 1763.

Fort Detroit var ett franskt (1701-1760), brittiskt (1760-1796) och amerikanskt (1796-1805) militärt etablissemang beläget där den amerikanska staden Detroit idag ligger.

## Frankrike
Fortet grundades 1701 av Antoine Laumet de La Mothe-Cadillac under namnet Fort Pontchartrain du Détroit; senare även Fort du Détroit (det franska ordet détroit betyder sund).

## Storbritannien
Fort du Détroit besattes av brittiska trupper 1760 under fransk-indianska kriget. Fortet belägrades 1763 av de indianska konfedererade under Pontiacs krig. Parisavtalet 1783 stadgade att fortet skulle överlämnas till USA, men Storbritannien vägrade att uppfylla dessa fördragsvillkor och behöll fortet som en militär stödjepunkt och som en bas för det Brittiska Indiandepartementet.

## USA
Som ett resultat av Jay-fördraget 1795 överlämnade den brittiska armén Fort Detroit till den amerikanska armén 1796. Fortet förstördes vid den stora stadsbranden 1805. Fort Lernoult döptes då om till Fort Detroit, men sedan det förlorats till britterna i 1812 års krig, när William Hull kapitulerade inför underlägsna brittisk-indianska styrkor, fick det namnet Fort Shelby när det återtogs av USA 1813.